# جیدا دوونجی
جیدا دوونجی (انگلیسی: Ceyda Düvenci؛ زادهٔ ۱۶ آوریل ۱۹۷۷) بازیگر اهل ترکیه است.